# Psilocibina
La psilocibina és un alcaloide al·lucinogen de la família de les triptamines que actua sobre el sistema nerviós central. Pels seus efectes, semblants als del LSD però de més curta durada, es considera una droga. És present en alguns bolets, en especial els del gènere Psilocybe, com per exemple el Psilocybe cubensis i el Psilocybe semilanceata, entre altres espècies.

### En estudi per al tractament de la depressió
En l'actualitat, hi ha diversos estudis en curs o finalitzats de tractament amb psilocibina de la depressió resistent als tractaments actuals. La psilocibina és capaç d'estimular el creixement de les connexions neuronals perdudes en la depressió